# Чилчинбито (Аризона)
Чилчинбито (енгл. Chilchinbito) насељено је место без административног статуса у америчкој савезној држави Аризона.

## Демографија
По попису из 2010. године број становника је 506, што је 44 (9,5%) становника више него 2000. године.
| Група             | 2000.    | 2010.    |
| Белци             | 6 (1,3%) | 3 (0,6%) |
| Афроамериканци    | 0 (0,0%) | 0 (0,0%) |
| Азијати           | 0 (0,0%) | 0 (0,0%) |
| Хиспаноамериканци | 0 (0,0%) | 6 (1,2%) |
| Укупно            | 462      | 506      |